# Somos Icodenses
Somos Icodenses (SI) es un partido progresista, de ámbito local, localizado en el municipio de Icod de los Vinos. 

## Historia
Fundado en febrero de 2011 por exmilitantes del PSOE concurre a las elecciones municipales de España de 2011 obteniendo 866 votos, lo que le permite acceder al Ayuntamiento de Icod de los Vinos con un acta de concejal en la persona de José Ramón León Herrera.
A nivel insular (Cabildo de Tenerife) y regional (Parlamento de Canarias) concurre en coalición con la agrupación política XTF, que aglutina a partidos como Socialistas por Tenerife, Izquierda Unida Canaria y Los Verdes de Canarias, quedándose a escasos votos de obtener el 5% (logran un 4,7%) y obtener así un consejero en el Cabildo de Tenerife.
En las elecciones Elecciones generales de España de 2011 apoya a la candidatura de La Izquierda Verde Canaria que aglutina a Socialistas X Tenerife, Equo y Alternativa Sí se puede por Tenerife y otras fuerzas progresistas de Tenerife obteniendo el respaldo de 10153 votantes
Concurre en solitario a las elecciones municipales de España de 2015 apoyando a Nueva Canarias en sus candidaturas a nivel insular (Cabildo de Tenerife) y regional (Parlamento de Canarias). Obtiene un respaldo de 1917 votantes que le permite aumentar su representación en el Pleno de Ayuntamiento de Icod de los Vinos a 4 concejales